# وادی قور
وادی قور (به عربی: وادی القور) یک منطقهٔ مسکونی در امارات متحده عربی است که در رأس‌الخیمه واقع شده‌است. وادی قور ۴۰۱ متر بالاتر از سطح دریا واقع شده‌است.